# Cartilage du méat acoustique
Le cartilage du méat acoustique (ou cartilage du conduit auditif) est le prolongement médial du cartilage de l'auricule.
Il forme la paroi antéro-inférieure du méat acoustique externe.

## Structure
Le cartilage du méat acoustique est formée par une lame cartilagineuse incurvée constituant sa partie initiale : la lame du tragus.
Il présente les deux incisures du méat acoustique externe : une médiale et une latérale. Elles sont également nommées incisures de Santorini ou incisures de Duverney.  Elle sont verticales et convergent l'une vers l'autre à partir du plancher du cartilage jusqu'à son bord antérieur et supérieur.